# Mario Pilati
Mario Pilati (Nápoles, 2 de junio de 1903-Ibidem, 10 de diciembre de 1938) fue un compositor italiano.

## Biografía
Pilati nació en Nápoles, y su talento musical natural se mostró cuando era muy joven. Ingresó en el Conservatorio de Música San Pietro en Majella a los quince años, siendo alumno de Antonio Savasta. En 1925, por consejo de Ildebrando Pizzetti, fue a Milán, donde trabajó como profesor, crítico de música y arreglista de partituras vocales para Casa Ricordi hasta 1930, cuando se volvió a Nápoles para ejercer la profesión en el conservatorio donde había estado estudiando. En 1933 aceptó un puesto en el conservatorio de Palermo, donde entre sus alumnos tuvo a Giuseppe Ruis, volviendo a Nápoles en 1938, donde enfermó y murió justo antes del estallido de la Segunda Guerra Mundial.

## Obra
La producción de Pilati es considerable dado sus pocos años de madurez compositiva, pero incluye un Concierto para Orquesta (1932), estrenado por Dimitri Mitrópoulos en la Bienal de Venecia en 1938, que muestra influencias modales de Respighi así como un ländler mahleriano a la final. Otras composiciones incluyen una suite para cuerdas y piano de 1925 y varias obras de cámara. A su muerte, trabajaba en una ópera, Piedigrotta, con un libreto en dialecto napolitano. Sólo se completó el primer acto.
Su obra continuó siendo popular durante un cierto tiempo después de su muerte, pero se redujo gradualmente hasta su redescubrimiento en la década de 1950, cuando se publicó por primera vez su Sonata para flauta y pianoforte. En 2001, el director suizo Adriano publicó una serie de obras orquestales de Pilati, incluido el Concierto para orquesta, en Marco Polo Records.